# Marumori (Miyagi)
Marumori (jap. 丸森町, -machi) ist eine von 20 Kleinstädten in der Präfektur Miyagi auf Honshū, der Hauptinsel von Japan.

## Geographie

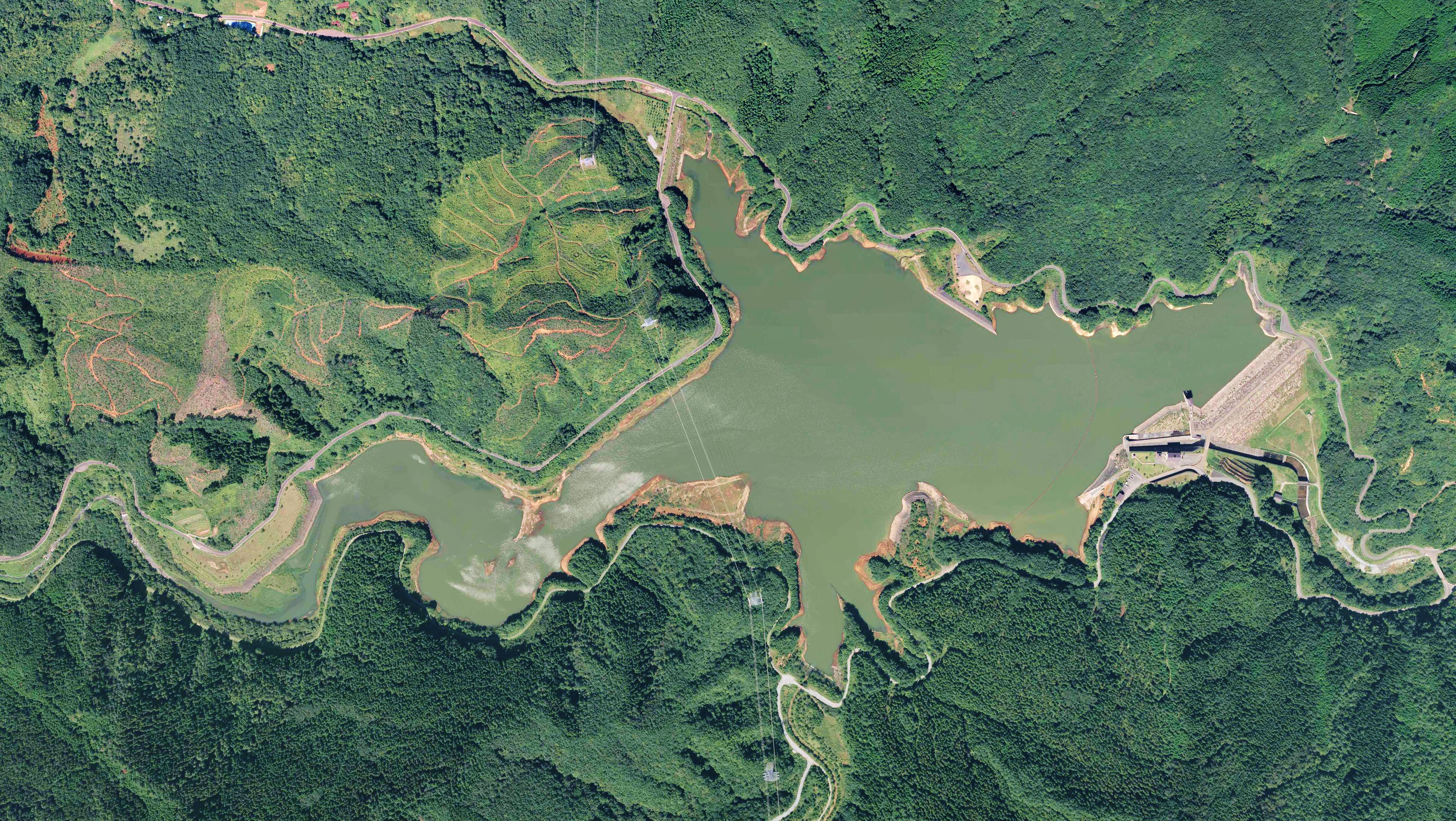
Matsugabo Dam

Marumori liegt im Landkreis Igu-gun an der Südspitze von Miyagi und nördlich der Präfektur Fukushima.
Der Fluss Abukuma durchfließt die Stadt, die von drei Seiten mit bewaldeten Hügeln umgeben ist und lediglich im Norden in eine Ebene übergeht.

### Umgebung
Die nächste Stadt ist Kakuda 5 Kilometer nördlich. Etwa 15 Kilometer südwestlich liegt der Shintō-Schrein Kashima-jingū. 10 Kilometer südlich der Matsugabo Stausee.

### Klima
Der Ort ist geprägt vom Ostseitenklima (Cfa). Die Durchschnittstemperatur im Januar beträgt 1,0 °C, die Durchschnittstemperatur im August 23,7 °C.

## Geschichte
Der Ort wurde 1889 als Dorf erfasst und bereits 1897 zu Stadt erhoben. 1954 wurden umliegende Siedlungen zur Marumori-machi hinzugefügt.
2002 zerstörte ein Waldbrand 162 ha am Westhang des Jirotaro-Berges; die Löscharbeiten hierzu dauerten drei Tage.
Durch die geographische Lage richteten das Tōhoku-Erdbeben 2011 mit einer örtlichen Stärke von 6+ und die folgende Nuklearkatastrophe von Fukushima verhältnismäßig geringen verheerenden Schaden an, obwohl der Ort nur etwa 10 Kilometer von der Küste entfernt ist und auch nur knapp außerhalb des 50-km-Radius um das Kernkraftwerk Fukushima Daiichi liegt.
Im Jahr 2019 hat ein Taifun zu Überschwemmungen eines Nebenflusses des Abukuma und zu dadurch bedingten Evakuierungsmaßnahmen geführt.

## Städtepartnerschaften

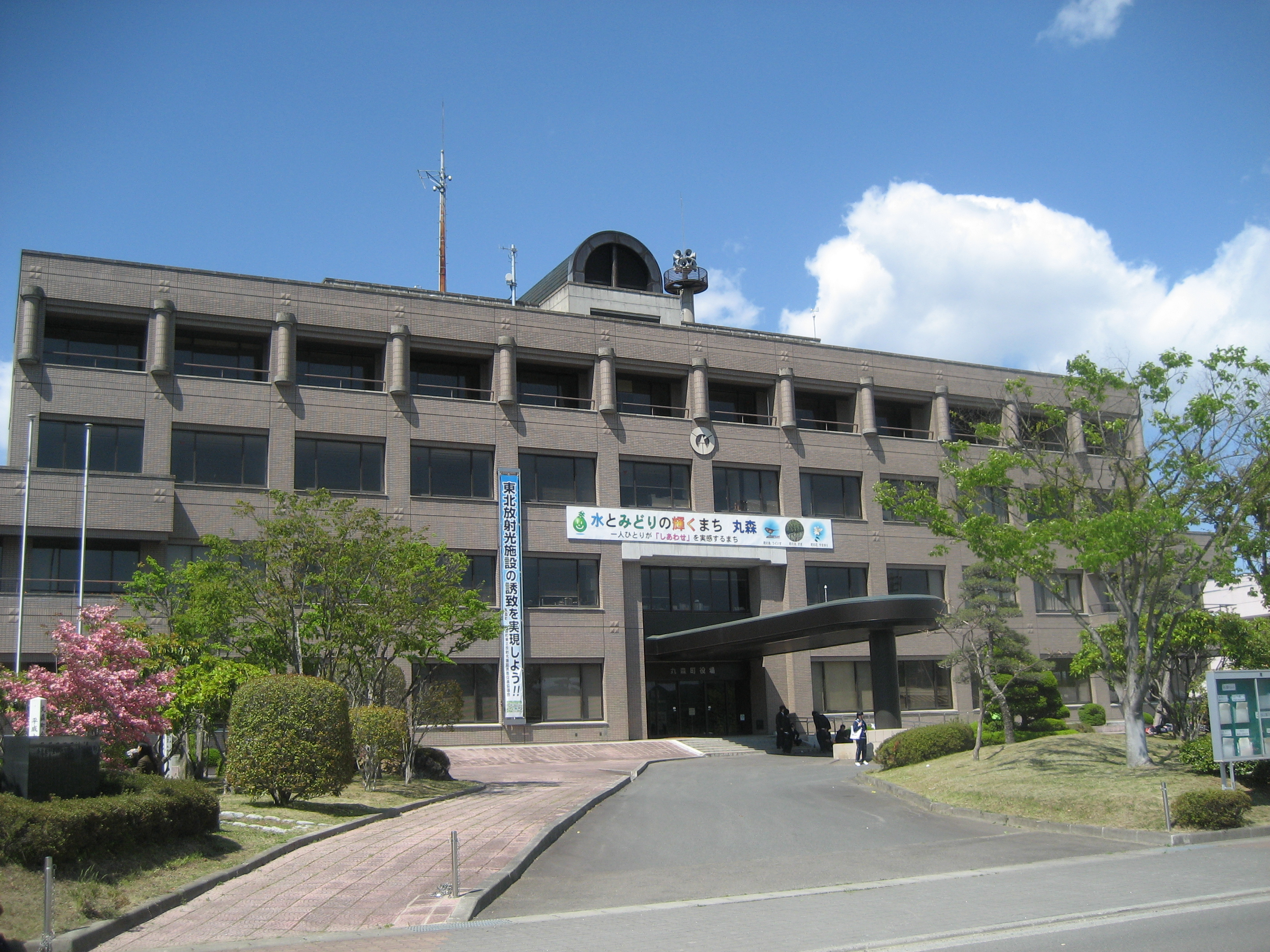
Rathaus der Präfektur Miyagi Marumori

Marumori unterhält seit 1996 eine Gemeindepartnerschaft mit Kitami auf Hokkaidō, .